# Gand-Wevelgem femminile 2021
La Gand-Wevelgem femminile 2021, decima edizione della corsa e valevole come quarta prova dell'UCI Women's World Tour 2021 categoria 1.WWT, si svolse il 28 marzo 2021 su un percorso di 141,7 km, con partenza da Ypres e arrivo a Wevelgem, in Belgio. La vittoria fu appannaggio dell'olandese Marianne Vos, la quale completò il percorso in 3h45'08", alla media di 37,764 km/h, precedendo la belga Lotte Kopecky e la tedesca Lisa Brennauer.
Sul traguardo di Wevelgem 111 cicliste, su 143 partite da Ypres, portarono a termine la competizione. 

## Squadre e corridori partecipanti
| N.      | Cod. | Squadra                    |
| ------- | ---- | -------------------------- |
| 1-6     | SDW  | Team SD Worx               |
| 11-16   | LIV  | Liv Racing                 |
| 21-26   | ALE  | Alé BTC Ljubljana          |
| 31-36   | CSR  | Canyon-SRAM Racing         |
| 41-46   | FDJ  | FDJ Nouvelle-Aquitaine     |
| 51-56   | MOV  | Movistar Team Women        |
| 61-66   | BEX  | Team BikeExchange          |
| 71-76   | DSM  | Team DSM                   |
| 81-86   | TFS  | Trek-Segafredo             |
| 91-96   | CCT  | Bingoal Casino-Chevalmeire |
| 101-106 | WNT  | Ceratizit-WNT Pro Cycling  |
| 111-116 | PLP  | Plantur-Pura               |

| N.      | Cod. | Squadra                       |
| ------- | ---- | ----------------------------- |
| 121-126 | DVE  | Doltcini-Van Eyck-Proximus CT |
| 131-136 | DPS  | Drops-Le Col s/b TEMPUR.      |
| 141-146 | HPU  | Team Coop-Hitec Products      |
| 151-156 | JVW  | Jumbo-Visma Women Team        |
| 162-166 | LSL  | Lotto-Soudal Ladies           |
| 171-176 | MUL  | Multum Accountants Ladies     |
| 181-186 | NXG  | NXTG Racing                   |
| 191-196 | PHV  | Parkhotel Valkenburg          |
| 201-206 | RUP  | Team Rupelcleaning            |
| 211-216 | TIB  | Team Tibco-SVB                |
| 221-226 | VAL  | Valcar-Travel & Service       |
| 231-236 | MNX  | A.R. Monex Women's            |

## Ordine d'arrivo (Top 10)
| Pos. | Corridore         | Squadra      | Tempo    |
| ---- | ----------------- | ------------ | -------- |
| 1    | Marianne Vos      | Jumbo        | 3h45'08" |
| 2    | Lotte Kopecky     | Liv          | s.t.     |
| 3    | Lisa Brennauer    | Ceratizit    | s.t.     |
| 4    | Elisa Balsamo     | Valcar       | s.t.     |
| 5    | Marta Bastianelli | Alé          | s.t.     |
| 6    | Emilia Fahlin     | FDJ          | s.t.     |
| 7    | Kristen Faulkner  | Tibco        | s.t.     |
| 8    | Sarah Roy         | BikeExchange | s.t.     |
| 9    | Emma Norsgaard    | Movistar     | s.t.     |
| 10   | Lauren Stephens   | Tibco        | s.t.     |